# Wykonalność
Wykonalność – jedna z cech orzeczenia, polegająca na możliwości jego wykonania w drodze przymusu prawnego (wykonania wyroku karnego, egzekucji cywilnej, egzekucji administracyjnej). 
Wykonalność orzeczenia mieści się w ramach tzw. skuteczności orzeczenia. Nie wszystkie bowiem skutki prawne orzeczenia wymagają wykonania w drodze przymusu, są również orzeczenia, które dla swojej skuteczności nie wymagają wykonania, a nawet ze swej istoty się do tego nie nadają. 
Wykonalność orzeczenia jest z reguły następstwem jego prawomocności. W wyjątkowych wypadkach wykonalne może być również orzeczenie nieprawomocne; jeżeli nie wynika to z mocy samego prawa, to niezbędne jest opatrzenie go wówczas rygorem natychmiastowej wykonalności. 